# Кирбинское сельское поселение (Татарстан)
Кирбинское се́льское поселе́ние — муниципальное образование в Лаишевском районе Татарстана Российской Федерации.
Административный центр — село Кирби.

## История
Статус и границы сельского поселения установлены Законом Республики Татарстан от 31 января 2005 года № 28-ЗРТ «Об установлении границ территорий и статусе муниципального образования "Лаишевский муниципальный район" и муниципальных образований в его составе».

## Население
| 2010 | 2011 | 2012 | 2013 | 2014 | 2015 | 2016 |
| ---- | ---- | ---- | ---- | ---- | ---- | ---- |
| 800  | ↗802 | →802 | ↗813 | ↗824 | ↗839 | ↗860 |
| 2017 | 2018 |      |      |      |      |      |
| ↗862 | ↗880 |      |      |      |      |      |

## Состав сельского поселения
| № | Населённый пункт | Тип населённого пункта       | Население |
| - | ---------------- | ---------------------------- | --------- |
| 1 | Кирби            | село, административный центр | ↘828      |
| 2 | Травкино         | деревня                      | ↗39       |